# راينهارد كريستنسن
راينهارد كريستنسن (بالدنماركية: Reinhardt Møbjerg Kristensen)‏ هو عالم أحياء وعالم حشرات وأستاذ جامعي وعالم حيوانات دنماركي، ولد في 6 ديسمبر 1948 في كوبنهاغن في الدنمارك.

## وصلات خارجية
- الموقع الرسمي